# Giuseppe Amari
Giuseppe Amari, italijanski rimskokatoliški duhovnik, škof, * 18. september 1916, S. Nicolò Po, † 8. avgust 2004.

## Življenjepis
16. junija 1940 je prejel duhovniško posvečenje.
5. marca 1973 je postal škof Cremone; škofovsko posvečenje je prejel 18. marca istega leta.
15. marca 1978 je postal škof Verone; na tem položaju je ostal do upokojitve 30. junija 1992.